# Europese kampioenschappen schaatsen 2015
De Europese kampioenschappen schaatsen 2015 voor mannen en vrouwen vonden op 10 en 11 januari plaats in het Oeralskaja Molnija (Uralblitz) in Tsjeljabinsk, Rusland.
De titelhouder bij de vrouwen was Ireen Wüst en bij de mannen Jan Blokhuijsen; Blokhuijsen kon zijn titel vanwege een teleurstellend resultaat op het Nederlands kampioenschap allround niet verdedigen. Wüst prolongeerde haar titel en won daarmee haar vierde Europese titel, bij de mannen was het Sven Kramer die Blokhuijsen opvolgde en zijn zevende Europese titel pakte.
Tussen 1999 en 2014 golden de Europese allroundkampioenschappen ook gedeeltelijk als het kwalificatietoernooi voor de wereldkampioenschappen allround. In 2015 is dit niet langer het geval.

## Programma
| Datum      | Onderdeel                                                                   |
| ---------- | --------------------------------------------------------------------------- |
| 10 januari | 500 meter vrouwen 500 meter mannen 3000 meter vrouwen 5000 meter mannen     |
| 11 januari | 1500 meter vrouwen 1500 meter mannen 5000 meter vrouwen 10.000 meter mannen |

## Startplaatsen
Elk Europees ISU-lid had het recht om een deelnemer in te schrijven, mits aan vastgestelde tijdslimieten was voldaan (vrouwen 3000 m: 4.24 of 4.28 buiten Calgary en Salt Lake City en mannen 5000 m: 6.48 of 6.52 buiten Calgary en Salt Lake City). Extra startplaatsen werden behaald op basis van de klasseringen op het EK van 2014. Waar voorheen een maximum van vier deelnemers per land gold, was dat voor 2015 teruggebracht tot drie.
|         | 3                           | 2                                                           |
| ------- | --------------------------- | ----------------------------------------------------------- |
| Mannen  | Nederland, Noorwegen, Polen | België, Italië, Letland, Oostenrijk, Rusland, Zweden        |
| Vrouwen | Nederland, Polen, Rusland   | België, Duitsland, Italië, Noorwegen, Tsjechië, Zwitserland |

## Beslommeringen vooraf
Schaatscoach Jan van Veen van Team Corendon gaf begin december aan in verband met de politieke situatie in Rusland niet naar de Europese kampioenschappen in Tsjeljabinsk af te reizen. Bij navraag van de NOS bleek dat ook schaatssters als Marrit Leenstra en Ireen Wüst hun twijfels hadden, hoewel ze zich nog niet definitief wilden uitspreken.
De Internationale Schaatsunie liet bij monde van vicevoorzitter Jan Dijkema weten dat er geen reden was om het toernooi te verplaatsen, de Russische schaatsbond RSU reageerde ontstemd en dreigde met een diskwalificatie van de Nederlandse ploeg, wat volgens de ISU niet meer dan een losse flodder kon zijn. Hoewel de Koninklijke Nederlandsche Schaatsenrijders Bond, net als NOC*NSF, begrip had voor de gevoelens van de schaatsers besloot deze het toernooi niet te boycotten.

## Mannen

### Deelname
De mannen streden voor de 112e keer om de Europese titel (inclusief de twee kampioenschappen gehouden voor de oprichting van de ISU), ze deden dit voor de eerste keer in Tsjeljabinsk.

### Afstandspodia
| Afstand | Goud          | Zilver                | Brons                 |
| ------- | ------------- | --------------------- | --------------------- |
| 500m    | Koen Verweij  | David Andersson       | Jan Szymański         |
| 5000m   | Sven Kramer   | Wouter olde Heuvel    | Sverre Lunde Pedersen |
| 1500m   | Denis Joeskov | Koen Verweij          | Bart Swings           |
| 10.000m | Sven Kramer   | Sverre Lunde Pedersen | Bart Swings           |

### Eindklassement
| Rang   | Schaatser             | Land        | 500m       | 5000m        | 1500m        | 10.000m      | Punten  |
| ------ | --------------------- | ----------- | ---------- | ------------ | ------------ | ------------ | ------- |
| Goud   | Sven Kramer           | Nederland   | 37,03 (10) | 6.17,32 (1)  | 1.47,41 (5)  | 13.07,27 (1) | 149,928 |
| Zilver | Koen Verweij          | Nederland   | 36,20 (1)  | 6.23,86 (4)  | 1.46,28 (2)  | 13.21,90 (5) | 150,107 |
| Brons  | Denis Joeskov         | Rusland     | 36,49 (4)  | 6.27,43 (6)  | 1.46,22 (1)  | 13.21,15 (4) | 150,696 |
| 4      | Sverre Lunde Pedersen | Noorwegen   | 36,88 (9)  | 6.22,98 (3)  | 1.47,32 (4)  | 13.16,27 (2) | 150,764 |
| 5      | Bart Swings           | België      | 37,06 (11) | 6.26,42 (5)  | 1.47,08 (3)  | 13.21,06 (3) | 151,448 |
| 6      | Wouter olde Heuvel    | Nederland   | 36,85 (8)  | 6.22,32 (2)  | 1.49,30 (9)  | 13.24,95 (6) | 151,762 |
| 7      | Haralds Silovs        | Letland     | 36,79 (7)  | 6.31,68 (7)  | 1.47,54 (6)  | 14.02,15 (8) | 153,911 |
| 8      | Danil Sinitsyn        | Rusland     | 37,33 (14) | 6.32,61 (8)  | 1.48,81 (8)  | 13.50,40 (7) | 154,381 |
| NC9    | Jan Szymański         | Polen       | 36,47 (3)  | 6.36,49 (11) | 1.48,47 (7)  |              | 112,275 |
| NC10   | Håvard Bøkko          | Noorwegen   | 36,54 (5)  | 6.33,97 (9)  | 1.49,43 (10) |              | 112,413 |
| NC11   | Andrea Giovannini     | Italië      | 37,38 (16) | 6.39,04 (12) | 1.50,47 (15) |              | 114,107 |
| NC12   | Piotr Puszkarski      | Polen       | 37,18 (12) | 6.45,17 (14) | 1.50,03 (13) |              | 114,373 |
| NC13   | Simen Spieler Nilsen  | Noorwegen   | 36,73 (6)  | 6.48,95 (17) | 1.50,39 (14) |              | 114,421 |
| NC14   | Bram Smallenbroek     | Oostenrijk  | 37,35 (15) | 6.49,74 (18) | 1.49,52 (11) |              | 114,830 |
| NC15   | Luca Stefani          | Italië      | 37,72 (18) | 6.44,61 (13) | 1.51,00 (16) |              | 115,181 |
| NC16   | Konrád Nagy           | Hongarije   | 37,28 (13) | 6.53,53 (19) | 1.49,94 (12) |              | 115,279 |
| NC17   | Jonas Pflug           | Duitsland   | 38,47 (19) | 6.36,45 (10) | 1.52,32 (17) |              | 115,555 |
| NC18   | Vitalij Michajlov     | Wit-Rusland | 37,47 (17) | 6.45,82 (15) | 1.52,68 (18) |              | 115,612 |
| NC19   | David Andersson       | Zweden      | 36,27 (2)  | 7.19,90 (21) | 1.53,60 (19) |              | 118,126 |
| NC20   | Viktor-Hald Thorup    | Denemarken  | 38,74 (20) | 6.57,83 (20) | 1.53,95 (20) |              | 118,506 |
| NC21   | Martin Hänggi         | Zwitserland | 39,87 (21) | 6.47,57 (16) | 1.57,42 (21) |              | 119,767 |

## Vrouwen

### Deelname
De vrouwen streden voor de 40e keer om de Europese titel, ze deden dit voor de eerste keer in Tsjeljabinsk. Op de 500 meter wist Wüst haar voorsprong op directe concurrente Sáblíková niet verder te vergroten dan 0,82 seconde en reed de Tsjechische met 40,06 de zesde tijd; een van haar snelste 500 meters uit haar loopbaan, Wüst werd na een mindere 3000 meter, maar een sterke tweede dag Europees kampioene.

### Afstandpodia
| Afstand | Goud              | Zilver     | Brons             |
| ------- | ----------------- | ---------- | ----------------- |
| 500m    | Ireen Wüst        | Ida Njåtun | Joelia Skokova    |
| 3000m   | Martina Sáblíková | Ireen Wüst | Linda de Vries    |
| 1500m   | Ireen Wüst        | Ida Njåtun | Martina Sáblíková |
| 5000m   | Martina Sáblíková | Ireen Wüst | Olga Graf         |

### Eindklassement
| Rang   | Schaatser         | Land        | 500m       | 3000m        | 1500m        | 5000m       | Punten  |
| ------ | ----------------- | ----------- | ---------- | ------------ | ------------ | ----------- | ------- |
| Goud   | Ireen Wüst        | Nederland   | 39,24 (1)  | 4.07,49 (2)  | 1.56,05 (1)  | 7.05,63 (2) | 161,734 |
| Zilver | Martina Sáblíková | Tsjechië    | 40,06 (6)  | 4.05,23 (1)  | 1.58,24 (3)  | 7.00,70 (1) | 162,414 |
| Brons  | Linda de Vries    | Nederland   | 40,05 (5)  | 4.07,50 (3)  | 1.58,33 (4)  | 7.09,52 (4) | 163,695 |
| 4      | Olga Graf         | Rusland     | 40,60 (8)  | 4.08,93 (4)  | 1.58,60 (5)  | 7.09,10 (3) | 164,531 |
| 5      | Jorien Voorhuis   | Nederland   | 40,11 (7)  | 4.10,94 (5)  | 1.59,01 (6)  | 7.14,00 (5) | 165,003 |
| 6      | Ida Njåtun        | Noorwegen   | 39,66 (2)  | 4.11,33 (6)  | 1.58,09 (2)  | 7.21,82 (7) | 165,093 |
| 7      | Natalja Voronina  | Rusland     | 40,64 (9)  | 4.13,60 (8)  | 2.01,69 (8)  | 7.20,66 (6) | 167,535 |
| 8      | Joelia Skokova    | Rusland     | 39,72 (3)  | 4.13,02 (7)  | 1.59,27 (7)  | 7.58,60 (8) | 169,506 |
| 9      | Isabell Ost       | Duitsland   | 41,15 (12) | 4.18,41 (11) | 2.02,04 (9)  |             | 124,898 |
| 10     | Katarzyna Woźniak | Polen       | 41,16 (13) | 4.16,43 (9)  | 2.03,29 (10) |             | 124,994 |
| 11     | Jelena Peeters    | België      | 41,48 (14) | 4.16,96 (10) | 2.03,51 (12) |             | 125,476 |
| 12     | Marina Zoejeva    | Wit-Rusland | 41,03 (11) | 4.19,21 (12) | 2.04,21 (14) |             | 125,634 |
| 13     | Hege Bøkko        | Noorwegen   | 39,89 (4)  | 4.29,88 (17) | 2.03,42 (11) |             | 126,010 |
| 14     | Jennifer Bay      | Duitsland   | 41,75 (16) | 4.19,46 (13) | 2.03,53 (13) |             | 126,169 |
| 15     | Aleksandra Goss   | Polen       | 41,49 (15) | 4.19,92 (14) | 2.04,46 (15) |             | 126,296 |
| 16     | Nikola Zdráhalová | Tsjechië    | 40,97 (10) | 4.21,37 (15) | 2.06,77 (16) |             | 126,787 |
| 17     | Saskia Alusalu    | Estland     | 42,89 (18) | 4.22,66 (16) | 2.07,39 (17) |             | 129,129 |
| 18     | Eva Lagrange      | Zweden      | 42,11 (17) | 4.31,95 (18) | 2.08,72 (18) |             | 130,341 |